# Mayo Okamoto
Mayo Okamoto (岡本真夜 Okamoto Mayo?,  9 de enero, 1974) es una cantautora japonesa originaria de la Prefectura de Kochi (originalmente Prefectura de Nakamura). Su nombre real es Mayo Okai (岡井 真夜 Okai Mayo?).
Debutó como cantante con su sencillo "TOMORROW" en mayo de 1995. La canción, originalmente escrita por Mayo para la boda de un amigo, se convirtió en todo un éxito, alcanzando el primer lugar de las listas de Oricon en su tiempo y llegando a vender más de dos millones de copias (1.773.000 copias según Oricon). Con el tiempo, varios éxitos como "Alone", "Goodbye" y "Happy Happy Birthday", Mayo ha lanzado más de ocho álbumes de estudio y dieciocho sencillos al mercado. El año 2000 tomó un receso de la música ya que dio a luz a su primer hijo. En 2005 se trasladó a Avex, donde continúa su carrera.

## Discografía

### Sencillos
1. TOMORROW (10 de mayo de 1995)
2. FOREVER (12 de febrero de 1996)
3. Alone (5 de noviembre de 1996)
4. Sono Mama no Kimi de Ite (そのままの君でいて?) (16 de enero de 1997)
5. Nakechau Hodo Setsunai Kedo (泣けちゃうほど せつないけど?) (5 de marzo de 1997)
6. Sayonara (サヨナラ?) (19 de noviembre de 1997)
7. Daijoubu da yo (大丈夫だよ?) (25 de febrero de 1998)
8. Omoide ni Dekinakute (想い出にできなくて?) (16 de abril de 1998)
9. Everlasting (18 de noviembre de 1998)
10. Takaramono (宝物?) (10 de febrero de 1999)
11. Kono Hoshizora no Kanata (この星空の彼方?) (7 de julio de 1999)
12. Happy Happy Birthday/Itoshii Hito yo ~remember me~ (ハピハピ バースデイ／愛しい人よ～remember me～?) (21 de diciembre de 2001)
13. Dear… (13 de marzo de 2002)
14. Ai to Iu Mei no Hana (愛という名の花?) (19 de marzo de 2003)
15. Kakegaenai Hito yo (かけがえない人よ?) (13 de enero de 2005)
16. Utsukushiki Hito (美しき人?) (20 de abril de 2005)
17. Itsu ka Kitto (いつかきっと?) (30 de noviembre de 2005)
18. Dousoukai ~Dear My Friends~ (同窓会～Dear My Friends～?) (25 de octubre de 2006)

### Álbumes
1. SUN&MOON (10 de junio de 1995)
2. Pureness (16 de marzo de 1996)
3. Smile (5 de marzo de 1997)
4. Hello (29 de abril de 1998)
5. Crystal Scenery (A cappella Album)(9 de diciembre de 1998)
6. Mahou no Ring ni kiss wo Shite (魔法のリングにkissをして?) (4 de agosto de 1999)
7. Dear… (20 de marzo de 2002)
8. Saikai ~Kimi ni Tsudzuru~ (再会～君に綴る～?) (18 de mayo de 2005)
9. Soul Love (6 de diciembre de 2006)

#### Miniálbumes
- Wonderful Colors (25 de enero de 2006)

#### Compilaciones
- MAYO OKAMOTO BEST RISE 1 (31 de mayo de 2000)
- Mou Ichido, ano Goro no Sora wo... (もう一度 あの頃の空を…?) (Compilación Baladas) (22 de octubre de 2003)

### Video
- Pureness '96(1996/8/21)
- Mayo Okamoto Smile Tour '97(VHS)(1997/9/19)
- Mayo Okamoto Smile Tour '97(DVD)(2000/6/28)
- Mayo Okamoto Hello Tour '98(VHS)(1998/10/21)
- Mayo Okamoto Hello Tour '98(DVD)(2000/6/28)
- Mayo Okamoto Tour '99 ～魔法のリングにkissをして(2000/4/5)
- Mayo Okamoto Tour 2000 ～RISE～(2001/11/8)
- Mayo Okamoto Clip 1995～1998(2002/4/3)
- Mayo Okamoto Clip 1998～2002(2002/4/3)

## Liens
- (en japonés) Site officiel Sun&Moon
- (YouTube)Mayo Okamoto"Sonomama no Kimideite"(1997.1.16, Japón)
- (YouTube)Exposition universelle de 2010 "2010 等你来"（Right Here Waiting for You 2010）République populaire de Chine

- Datos: Q951839